# کولاک، نیوساوت ولز
کولاک (به انگلیسی: Coolac) یک شهرک در استرالیا است که در نیو ساوت ولز واقع شده‌است.